# Left 4 Dead 2
Left 4 Dead 2 is een first-person shooter voor Windows, Mac OS X en Xbox 360, en een vervolg op Left 4 Dead. Het spel werd ontwikkeld en uitgegeven door Valve en maakt gebruik van de Source engine. Het spel werd met een trailer aangekondigd op de E3 en werd uitgebracht op 17 november 2009. Op 3 Juli 2013 is er ook een editie voor Linux verschenen.

## Verhaal
Het spel speelt zich af in het Zuidelijke Verenigde Staten, beginnend in Savannah, Georgia en eindigend in New Orleans, Louisiana.
Er worden vier nieuwe overlevenden geïntroduceerd waarvan het achtergrondverhaal wordt verteld op dezelfde manier als in het eerste deel. De overlevenden zijn Coach (een footballtrainer), Rochelle (een verslaggeefster voor een lokaal kabelbedrijf), Ellis (een autoreparateur) en Nick (een gokker en oplichter).

## Spel
Het spel bevat vijf nieuwe campagnes. Het spel bevat naast de speciale geïnfecteerden uit het eerste deel ook drie nieuwe soorten: de Charger, een wezen dat eerst in de groep overlevenden duikt (charged in het engels), de overlevende vastpakt en vervolgens tegen de grond aan blijft gooien/beuken. De Jockey, die overlevenden 'berijden' en naar gevaarlijke gebieden sturen. En de Spitter, een wezen dat pijnlijk, brandend zuur op de grond spuugt. Bestaande types krijgen enkele wijzigingen, de zogenaamde uncommon commons, waaronder zombies die immuun zijn voor vuur en zombieclowns, wiens piepende schoenen zombies aantrekken.
Er worden ook zogenaamde melee weapons (slagwapens) geïntroduceerd, zoals een braadpan, een bijl, een honkbalknuppel en een kettingzaag. De kunstmatige intelligentie wordt ook verbeterd om meer participatie bij spelers aan te moedigen.
De ontwikkeling van het spel begon nadat het eerste deel was uitgebracht.
Er zijn nu ook primaire wapen verbeteringen zoals de 'lasersight' dat zorgt ervoor dat je wapen meer precies schiet.
De 'explosieve kogels' als je op een zombie schiet ontploft hij. De 'brandende kogels' die zetten de zombies in brand.

## Campagnes
- Dead Center
- The Passing (later uitgekomen in de vorm van DLC)
- Dark Carnival
- Swamp Fever
- Hard Rain
- The Parish
- No Mercy (L4D-kaart, later aan L4D2 toegevoegd)
- Crash Course (L4D-kaart, later aan L4D2 toegevoegd)
- Death Toll (L4D-kaart, later aan L4D2 toegevoegd)
- Dead Air (L4D-kaart, later aan L4D2 toegevoegd)
- Blood Harvest (L4D-kaart, later aan L4D2 toegevoegd)
- The Sacrifice (later uitgekomen in de vorm van DLC)
- Cold Stream (later uitgekomen in de vorm van DLC)
- The Last Stand (later uitgekomen in de vorm van DLC)

## Downloadbare kaarten
- The Last Stand
- Crash Course
- The Sacrifice

Ieder map bestaat uit meerdere fasen. Iedere fase wordt gescheiden door "safe houses". Daar kan je nieuwe EHBO boxen nemen, pillen, ammo of gewoon een nieuw wapen. Bij het falen van een map herbegin je van je laatste safe house.

## Custom maps
De left 4 dead community heeft ook de kans zijn eigen mappen te ontwikkelen. Dit doordat steam source SDK ontwikkelde. Alle custom maps zijn downloadbaar en speelbaar in zowel multiplayer als singleplayer.

## Trivia
- Het spel is opgenomen in het boek 1001 Video Games You Must Play Before You Die van Tony Mott.